# 亘理インターチェンジ
亘理インターチェンジ（わたりインターチェンジ）は、宮城県亘理郡亘理町逢隈牛袋にある、常磐自動車道と仙台東部道路のインターチェンジ。
常磐自動車道の終点、仙台東部道路の起点となっており、常磐自動車道の起点である三郷ジャンクションからはほぼ300kmジャストの距離となっている。なお、仙台東部道路は高速自動車国道に並行する一般国道自動車専用道路に指定されている。

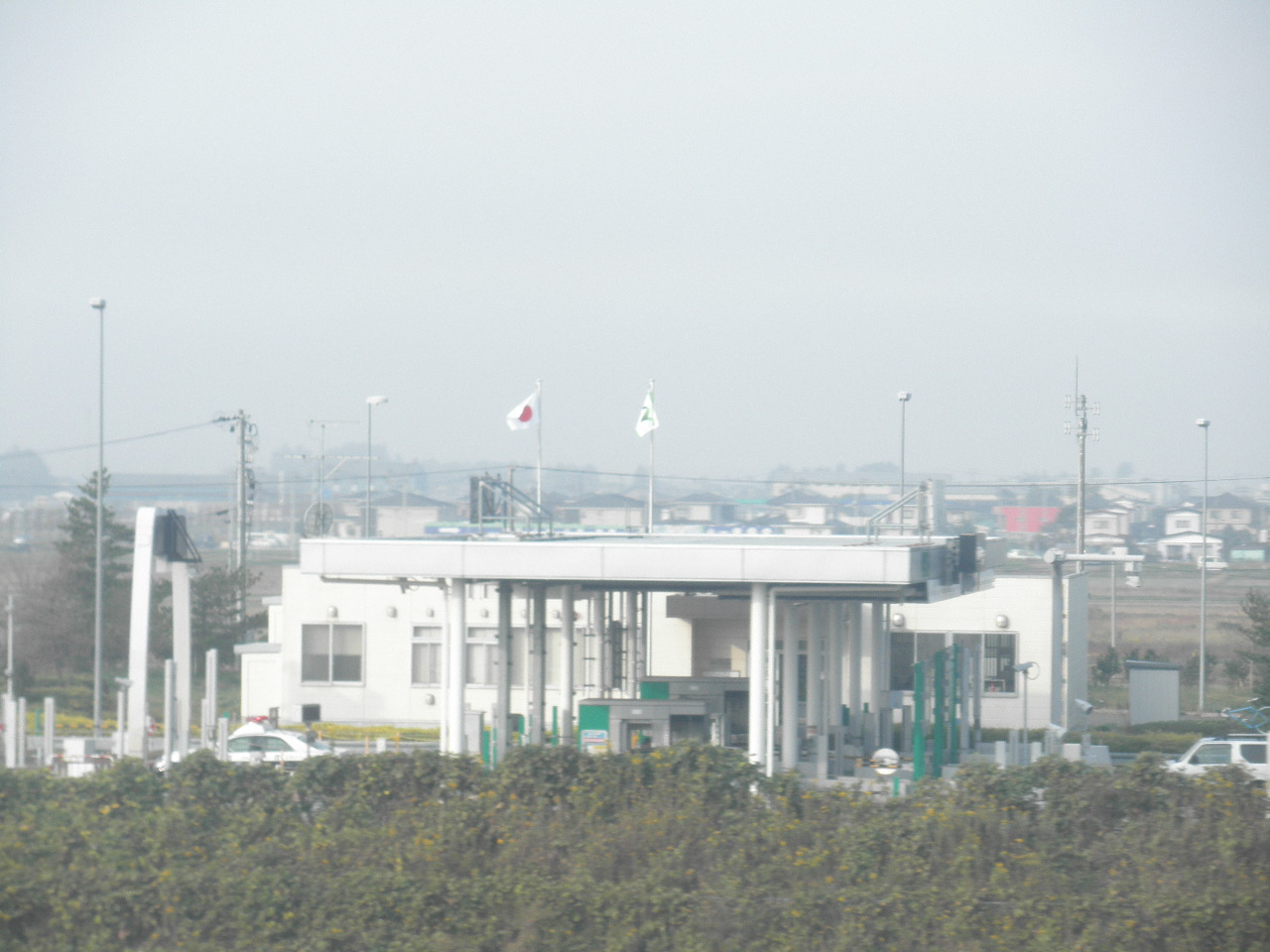
常磐自動車道・仙台東部道路から見た当IC

## 歴史
- 2001年（平成13年）8月1日：仙台東部道路・亘理IC - 岩沼IC間開通に伴い、供用開始[1]。
- 2009年（平成21年）9月12日：常磐自動車道・山元IC - 亘理IC間開通[2]。

## 周辺
- 阿武隈川
- 逢隈駅（JR東日本・常磐線）

## 道路
- E6 常磐自動車道（28番）
- E6 仙台東部道路（28番）

## 接続する道路
- 直接接続
  - 宮城県道269号亘理インター線
- 間接接続
  - 国道6号

## 料金所
- ブース数：5

### 入口
- ブース数：2
  - ETC専用：1
  - 一般：1

### 出口
- ブース数：3
  - ETC専用：1
  - 一般：2

## 隣
E6 常磐自動車道
(26) 山元IC - (27) 鳥の海PA/SIC - (28) 亘理IC
E6 仙台東部道路
(28) 亘理IC - (29) 岩沼IC